# Ležetrudniki
Ležetrúdniki (znanstveno ime Caprimulgiformes) so red ptic, v katerega po sodobni klasifikaciji uvrščamo le družino podhujk (Caprimulgidae), nočno aktivnih ptičev z majhnimi nogami in velikimi usti.
Tradicionalno velja red za problematičnega, taksonomija je stvar burne razprave med ornitologi zaradi nejasnih ločevalnih znakov. Nekoč so vanj vključevali še zaspance (Nyctibiidae), lastovičnike (Podargidae) in tolste lastovičnike (Steatornithidae), včasih tudi druge bližnje sorodnike, kot so hudourniki. Po sodobnem konsenzu vse naštete ločujejo v lastne redove, torej ostajajo podhujke edina družina v redu ležetrudnikov, sorodstvena razmerja med temi skupinami pa so še vedno nejasna.